# Kanishka III
Kanishka III (IAST: Kaniṣka) est un roi des Kouchans, qui aurait gouverné pendant une courte période aux alentours de 268.
Sur une inscription datée de l'an 41 (probablement du IIe siècle de l'ère de Kanishka), découvert sur les bords de la rivière Ara, au Punjab, il se qualifie lui-même de Kaisara (« César »), ce qui laisse penser qu'il avait eu connaissance de l'Empire romain. Il s'y nomme également fils de Vashishka.